# Готье де Куэнси
Готье́ де Куэнси́, Готье́ де Куанси́, редко Готье́ де Кюэнси́ (Gautier de Coinci; Gauthier de Coincy; 1178, Куэнси, близ Фер-ан-Тарденуа — 25.9.1236, Суассон) — французский поэт и музыкант, трувер. Монах-бенедиктинец. В литературном наследии Готье наиболее известен сборник легенд (ок. 30000 стихов) о чудесах Богородицы.

## Жизнь и творчество
Возможно, учился в Парижском университете. С 1214 — настоятель (приор) монастыря в Вик-сюр-Эн (Пикардия), с 1233 — настоятель аббатства св. Медарда в Суассоне. Автор поэтического сборника мираклей «Чудеса Богоматери» (1214—33), содержащего музыкальные вставки. Вошёл в историю как автор духовных паралитургических песен во славу Богородицы на нелатинской основе (на французском языке), для музыки которых использовал чужие (по принципу контрафактуры) и собственные светские мелодии.
В его рассказах, важных не только для истории литературы, но и для изучения быта эпохи, немало эпизодов, способных возмутить правоверных христиан: например, повествование о том, как Богоматерь кормила грудью больного монаха; как вор, имевший обыкновение всякий раз перед работой призывать имя Богородицы, был в продолжение трёх дней поддерживаем на виселице Её белыми руками; как Богородица многие годы исполняла обязанности за монахиню, убежавшую из монастыря, чтобы отдаться плотским наслаждениям.
Среди самых известных сочинений Готье (всего более 20) — песни «Amours dont sui espris» (контрафактура песни Блонделя де Неля), «Entendez tuit ensemble» (контрафактура Перотинова кондукта «Beata viscera»), «Моя виела» («Ma viele»; контрафактура анонимного кондукта «O Maria, o felix puerpera»), лэ «Roine celestre» (в др. орфографии: «Royne celestre»). Нетипичность формы последнего в том, что музыка каждой из трёх строф (каждая из которых распадается на 4 различных по музыке раздела) одна и та же (типичным для лэ является сквозное мелодическое развитие). Редкий пример контрафактуры — одноголосная песня Готье «Hui matin, a l’ajournée», прототипом для которой послужил анонимный трёхголосный мотет Ars antiqua «Hier matin, a l’enjournée».

## Издания сочинений и литература
- Raynaud G. Bibliographie des Chansonniers français. Paris, 1884 (каталог, по которому традиционно идентифицируются песни труверов, в том числе и Готье де Куэнси).
- Gautier de Coinci. Les chansons à la Vierge. Édition musicale critique avec introduction et commentaires par Jacques Chailley. Paris, 1959 (Publications de la Société française de musicologie I, 15).
- Les Miracles de Nostre Dame, édition préparée par Frédéric Koenig, 4 vls. Genève, 1966—1970.
- Rosenberg S.N., Tischler H. Chanter m’estuet: songs of the trouvères. Bloomington, 1981.
- Bonnaventure L. La maladie et la foi au Moyen Âge: d’après «Les miracles de Nostre Dame» de Gautier de Coinci. Cahors: Louve, 2011. ISBN 9782916488455.

## Дискография
- Gautier de Coincy: Les miracles de Nostre-Dame Архивная копия от 22 февраля 2014 на Wayback Machine / Alla Francesca (1994)
- Gautier de Coincy. Songs of Angels Архивная копия от 6 марта 2019 на Wayback Machine / New London Consort (Philip Pickett) (1998)
- Gautier de Coincy. The Miracles of Notre-Dame Архивная копия от 27 февраля 2014 на Wayback Machine / The Harp Consort (Andrew Lawrence-King) (1999)